# Luis García Jambrina
Luis Miguel García Jambrina  (Zamora, 30 de julio de 1960) es un escritor y profesor universitario español.

## Biografía
Es doctor en Filología Hispánica con Premio Extraordinario por la Universidad de Salamanca y Experto en Guion de Ficción para Televisión y Cine por la Universidad Pontificia de Salamanca. Es profesor titular de Literatura Española en la Universidad de Salamanca. Ha sido crítico literario, durante trece años, en el suplemento cultural del diario ABC. Desde 1999, es director de los Encuentros de Escritores y Críticos de las Letras Españolas en Verines (Asturias), fundados en 1985 por Víctor García de la Concha y organizados por la Dirección General del Libro y la Universidad de Salamanca. Actualmente es director de la revista Cuadernos de la Cátedra Miguel de Unamuno, editada por la Universidad de Salamanca (nueva etapa). Ha sido miembro de la Comisión Asesora de la Casa-Museo Unamuno. Ha publicado numerosos artículos y varios libros y monografías sobre literatura y preparado antologías y ediciones de grandes poetas españoles, como Claudio Rodríguez, José Manuel Caballero Bonald, Pere Gimferrer o La promoción poética de los 50 (2000).
Como creador, ha escrito cuentos, novelas, ensayos y teatro. Figura en numerosas antologías colectivas de cuentos. Como novelista, se dio a conocer con El manuscrito de piedra (2008), galardonada con el V Premio Internacional de Novela Histórica Ciudad de Zaragoza en 2009 y traducida al italiano, polaco, serbio y vietnamita; de ella han aparecido más de treinta ediciones en papel en diferentes colecciones y editoriales, varias ediciones digitales y un audiolibro en Estados Unidos. Ha sido considerada por el blog “Librotea. El recomendador de libros” del periódico El País como una de las 21 mejores novelas históricas españolas y extranjeras del siglo XXI. En 2018 la Oficina de Turismo del Ayuntamiento de Salamanca publicó un extenso folleto sobre “La ruta de los manuscritos”, con un itinerario por los principales escenarios de la novela. Con esta dio comienzo la serie de "Los manuscritos del pesquisidor Fernando de Rojas", continuada por las siguientes entregas: El manuscrito de nieve (2010),  El manuscrito de fuego (2018), El manuscrito de aire (2019), El manuscrito de barro (2021), El manuscrito de niebla (2022) y El manuscrito de sangre (2025); se trata de novelas que pueden leerse de forma independiente, sin importar la cronología. Asimismo, ha publicado En tierra de lobos (2013), novela negra situada en la posguerra y protagonizada por Aurora Blanco, inspirada en la conocida reportera de sucesos Margarita Landi; La sombra de otro (2014), un apasionante recorrido por la vida de Cervantes contada por su peor enemigo; Bienvenida, Frau Merkel (2015), una sátira sobre la España reciente y un homenaje a la célebre película de Berlanga; La corte de los engaños (2016), narrada por tres mujeres y centrada en el atentado sufrido por Fernando el Católico en Barcelona en diciembre de 1492; y Así en la guerra como en la paz (2023). También ha escrito varias obras de teatro.

## Obras

### Novelas
- El manuscrito de piedra (Alfaguara, 2008; Ediciones B, 2014; Booket, 2021).
- El manuscrito de nieve (Alfaguara, 2010; Ediciones B, 2015; Booket, 2023).
- En tierra de lobos (Ediciones B, 2013).
- La sombra de otro (Ediciones B, 2014).
- Bienvenida, Frau Merkel (Salto de Página, 2015).
- La corte de los engaños (Espasa, 2016).
- El manuscrito de fuego (Espasa, 2018; Booket, 2019).
- El manuscrito de aire (Espasa, 2019; Booket, 2021).
- El manuscrito de barro (Espasa, 2021; Booket, 2022).
- El manuscrito de niebla (Espasa, 2022; Booket, 2023).
- Así en la guerra como en la paz (Espasa, 2023).
- El primer caso de Unamuno (Alfaguara, 2024)
- El manuscrito de sangre (Espasa, 2025)

### Libros de cuentos
- Oposiciones a la morgue y otros ajustes de cuentas (Valdemar, 1995).
- Muertos S. A. (El Gaviero, 2005).
- Vise paralele [Sueños paralelos], traducción al rumano, presentación y notas de Ileana Scipione (Bucarest, RAO, 2006).
- Muertos S. A. (edición muy ampliada y revisada; Reino de Cordelia, 2021).

### Ensayos
- Guía de lectura de Claudio Rodríguez, en colaboración con Luis Ramos de la Torre (Ediciones de la Torre, 1988).
- La vuelta al Logos (Introducción a la narrativa de Miguel Espinosa) (Ediciones de la Torre, 1998).
- De la ebriedad a la leyenda (Universidad de Salamanca, 1999).
- Claudio Rodríguez y la tradición literaria (Junta de Castilla y León, 1999).
- La otra generación poética de los 50 (UNED, 2009).
- La doble muerte de Unamuno, en colaboración con Manuel Menchón (Capitán Swing, 2021).

### Teatro
- La última escena (Castilla Ediciones, 2021). Estrenada por el grupo Zumbando pal Teatro el 13 de enero de 2018 en el Teatro de Montijo (Badajoz).
- Una noche en la picota. (Castilla Ediciones, 2022). Protagonizada por Celestina y Lázaro de Tormes. Estudiada en el libro de Jéromine François, La Celestina, un mito literario contemporáneo (Madrid-Frankfurt am Main, Iberoamericana-Vervuert, 2020).
- Noche oscura del alma (Antonio de Nebrija versus Diego de Deza) (Ediciones de la Universidad de Salamanca, 2023).

### Ediciones
- Claudio Rodríguez para niños, en colaboración con Luis Ramos de la Torre (Ediciones de la Torre, 1988). Edición e introducción.
- Claudio Rodríguez, Hacia el canto (Universidad de Salamanca-Patrimonio Nacional, 1993). Edición e introducción.
- Claudio Rodríguez, Don de la ebriedad. Conjuros (Castalia, 1998). Edición crítica e introducción.
- La promoción poética de los 50 (Espasa, colección Austral, 2000). Edición e introducción.
- Pere Gimferrer, Marea solar, marea lunar (Universidad de Salamanca-Patrimonio Nacional, 2000). Edición e introducción.
- Claudio Rodríguez, Alianza y condena (Instituto de Estudios Zamoranos «Florián de Ocampo»-Diputación de Zamora-Ayuntamiento de Zamora-Caja España, 2001). Edición crítica y facsimilar e introducción.
- José Manuel Caballero Bonald, Años y libros (Universidad de Salamanca-Patrimonio Nacional, 2004). Edición e introducción.
- Claudio Rodríguez, Aventura (Tropismos, 2005). Edición facsimilar e introducción.
- La poesía amorosa de José Luis Tejada, en colaboración con Mercedes Gómez Blesa (Biblioteca Nueva, 2005). Edición, participación e introducción.

- Claudio Rodríguez, Poemas laterales (Fundación César Manrique, 2006). Edición e introducción.
- Miguel de Unamuno, La tía Tula, edición facsimilar (Universidad de Salamanca, 2021). Prólogo.

## Premios
- Premio Fray Luis de León de Ensayo, Junta de Castilla y León, 1999.
- Premio del «XI Certamen de Relatos Breves» de la Fundación Gaceta Regional de Salamanca, 2006.
- Finalista del Premio de la Crítica de Castilla y León, 2009.
- V Premio Internacional de Novela Histórica Ciudad de Zaragoza, 2009.